# باول هارتفيغ
باول هارتفيغ (بالألمانية: Paul Hartwig)‏ هو عالم آثار كلاسيكية ألماني، ولد في 18 فبراير 1859 في بيرنا في ألمانيا، وتوفي في 3 أغسطس 1919 في Gaschwitz ‏ في ألمانيا.